# Phallichthys quadripunctatus
Phallichthys quadripunctatus és una espècie de peix de la família dels pecílids i de l'ordre dels ciprinodontiformes.

## Morfologia
Els mascles poden assolir els 3,5 cm de longitud total.

## Distribució geogràfica
Es troba a Centreamèrica: Costa Rica.